# Rainbow Loom

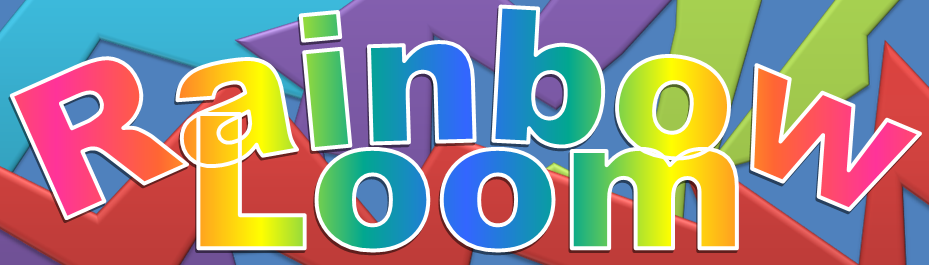
Logo Rainbow Loom

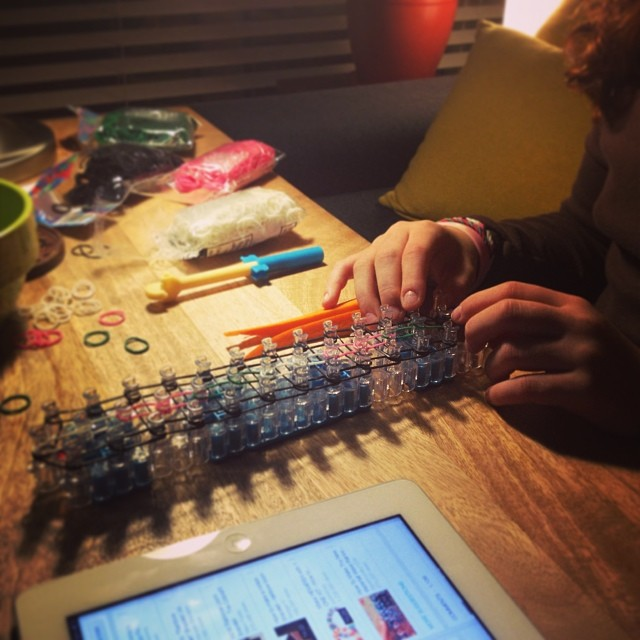
Sử dụng Rainbow Loom

Rainbow Loom (hay còn gọi là thun cầu vồng) là đồ chơi bằng nhựa đầy màu sắc dành cho trẻ em từ 8 đến 15 tuổi. Nó được sáng tạo bởi Cheong Choon Ng ở Novi, Michigan. Các dụng cụ của trò chơi bao gồm bàn đan, cây móc thun, các loại thun. Người chơi dùng bàn đan cố định thun và dùng cây móc đan thành từng mảng với nhiều màu sắc khác nhau.